# Marquesa de Atouguia
Marquesa de Atouguia é um título nobiliárquico português criado por D. João IV por Carta de 1641 em favor de D. Filipa de Vilhena, Condessa de Atouguia, após ser nomeada Camareira-Mor da Rainha D. Luísa de Gusmão.
D. Filipa de Vilhena foi casada com D. Luís de Ataíde, 5º Conde de Atouguia. Foi mãe de D. Jerónimo de Ataíde, 6º Conde de Atouguia.
O título extinguiu-se com a morte da 1.ª Marquesa, em 1651.

## História
D. Filipa de Vilhena era filha de D. Luísa de Faro, bisneta de D. Sancho de Noronha, 3º Conde de Odemira, sendo este neto de D. Fernando I, 2.º Duque de Bragança. A sua linhagem materna era Faro e Bragança.
Casou com D. Luís de Ataíde, 5º Conde de Atouguia. Já viúva protagonizou em 1640 o episódio imortalizado por Vieira Portuense em tela em 1801. Na véspera da restauração da independência armou cavaleiros os seus dois filhos, D. Jerónimo, 6º Conde de Atouguia, e D. Francisco, para participarem no 1º de Dezembro de 1640 que colocou o Duque de Bragança no trono português.
Em 1641 foi nomeada Camareira-Mor da Rainha D. Luísa de Gusmão, recebendo, como era tradição na monarquia portuguesa, um título de um grau acima ao da sua família. Foi assim elevada a Marquesa de Atouguia. 
Mais tarde foi Aia do Príncipe Herdeiro, futuro D. Afonso VI.

## Marquesa de Atouguia (1641)

### Titular

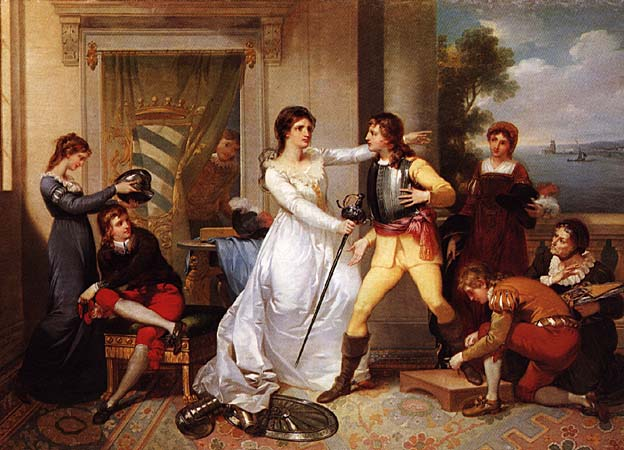
D. Filipa de Vilhena armando seus filhos cavaleiros (1801), quadro de Vieira Portuense.

1. D. Filipa de Vilhena, 1.ª Marquesa de Atouguia

### Armas
Armas de Ataíde (plenas): Escudo de azul, com quatro bandas de prata. Timbre: onça passante de azul, carregada no corpo das peças do escudo.